# ピノ・ランチェッティ
ピノ・ランチェッティ（Pino Lancetti、1928年11月27日 - 2007年3月7日）は、イタリアのファッションデザイナー。
中部の都市ペルージャに生まれる。美術学校を卒業後、1956年にファッションデザイナーとしてデビュー、ローマのコンドッティ通りにオートクチュールの店を開店した。日本でもそのブランドを取り扱っている店は少なくない。
2007年3月7日にローマの自宅で逝去。78歳没。

## 受賞・栄典
- イタリア共和国功労勲章（grande ufficiale）[1]